# Trinycteris nicefori
Trinycteris nicefori es una especie de murciélago de la familia Phyllostomidae. Es la única especie de este género.

## Distribución geográfica
Se encuentra en América Central y Sudamérica